# 파블로 에르난데스 도밍게스
파블로 에르난데스 도밍게스(스페인어: Pablo Hernández Domínguez, 1985년 4월 11일 ~ )는 파블로라고 불리는 스페인의 은퇴한 축구 선수이다. 윙어로 활약했다.